# (5317) Verolacqua
(5317) Verolacqua est un astéroïde de la ceinture principale.

## Description
(5317) Verolacqua est un astéroïde de la ceinture principale. Il fut découvert le 11 février 1983 à l'Observatoire Palomar par Carolyn S. Shoemaker. Il présente une orbite caractérisée par un demi-grand axe de 2,65 UA, une excentricité de 0,11 et une inclinaison de 14,0° par rapport à l'écliptique.

## Compléments